# Krautze
Krautze ist ein Ortsteil der Stadt Lüchow (Wendland) im niedersächsischen Landkreis Lüchow-Dannenberg. Das Dorf liegt fünf Kilometer östlich vom Kernbereich von Lüchow. 

## Geschichte
Am 1. Juli 1972 wurde Krautze in die Kreisstadt Lüchow eingegliedert.

## Baudenkmale
Als Baudenkmale sind ausgewiesen (siehe Liste der Baudenkmale in Krautze):
- eine Hofanlage (Krautze Nr. 28: ein Vierständerhallenhaus mit zwei Scheunen und einem Stall)
- zwei Wohn- und Wirtschaftsgebäude (Krautze Nr. 25: ein im Jahr 1756 erbautes Dreiständerhaus; Krautze Nr. 28: ein Vierständerhallenhaus aus dem frühen 19. Jahrhundert)